# Dobiesławiec
Dobiesławiec [dɔbjɛˈswavjɛt͡s] (tiếng Đức: Neuenhagen)  là một ngôi làng thuộc khu hành chính của Gmina Będzino, thuộc quận Koszalin, Tây Pomeranian Voivodeship, ở phía tây bắc Ba Lan. Nó nằm khoảng 9 kilômét (6 mi) phía đông bắc Będzino, 8 km (5 mi) phía tây bắc Koszalin và 136 km (85 mi) về phía đông bắc của thủ đô khu vực Szczecin.
Trước năm 1945, khu vực này là một phần của Đức. Đối với lịch sử của khu vực, xem Lịch sử của Pomerania.